# Акваріум (фільм, 1996)
«Акваріум» — художній фільм, знятий за мотивами скандального роману Віктора Суворова «Акваріум» про діяльність радянських розвідувальних служб.

## Сюжет
Молодий танкіст потрапляє до ГРУ де проходить підготовку і посвячується в таємниці цієї організації, про яку не було нічого відомо до початку 80-х років. Цілий світ знає що таке КДБ, де знаходиться Лубянка, про Головне Розвідувальне Управління Генерального Штабу знають тільки ті, хто долучений до цієї організації, такий собі «акваріум» з якого ніхто і ніщо ніколи не виходить. Всі, хто порушує це правило і видає його таємниці карається смертю.

## У ролях
- Януш Гайос — полковник Кравцов
- Юрій Смольський — Віктор Суворов
- Вітольд Пуркаш
- Олег Масленников
- Генріх Біста
- Євген Паперний
- Світлана Мельникова
- Володимир Абазопуло
- Анатолій Юрченко
- Сергій Гончар
- Олег Пшин
- Микола Шевченко
- В'ячеслав Сланко
- Борис Литвин
- Анатолій Васильєв
- Ігор Черницький
- Віктор Данилов
- Олександр Кущ
- Олександр Шимбровський
- Алекс Мерфі
- Тадеуш Войтик
- Віктор Білоусов
- Олександр Хохлов
- Юрій Змеєв
- Володимир Абрамушкін
- Лариса Гузєєва
- Станіслав Брендвгант
- Вольфред Фуц
- Адам Муслан